# Іднакар

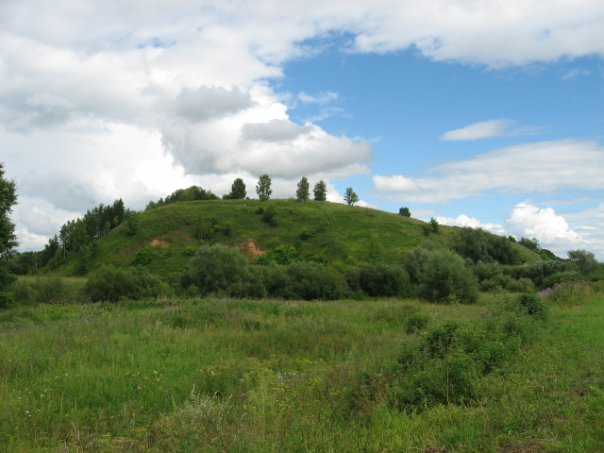
Городище Іднакар

Іднака́р (Солдирське І) — городище північний удмуртів, археологічна пам'ятка федерального значення IX–XIII століть, найбільша така пам'ятка у басейні річки Чепца. Знаходиться на високому мисі поблизу присілку Солдир Глазовського району Удмуртії.
Назва з удмуртської мови перекладається як місто богатиря Ідни.
Городище відоме з кінця XIX століття, розкопувалось Матвеєвим С. Г. в 1926–1929 роках та Кондратьєвою Г. Т. в 1961 році. Планомірні дослідження почались з 1974 року Івановою М. Г. До 1995 було року вивчено приблизно 8 км².
У IX віці внутрішня смуга валів та ровів обмежувала приблизно 10 км². В X столітті поселення розширилось за межі валу, була зведена друга смуга укріплень, площа зросла вдвічі. В XI столітті третя смуга оборони обмежувала площу приблизно в 40 км². Внутрішня смуга укріплень втратила своє значення і була вирівняна. Зберігалась двочастинна структура, яка відповідала древньоруським містам, які складались із дитинця та посаду. В XIII столітті в результаті зовнішніх вторгнень життя в Іднакарі, як і інших чепецьких городищах, згасло.
Культурний шар потужністю 100–150 м містить різноманітні споруди та багаті матеріали, які розкривають матеріальну й духовну культуру середньовічних удмуртів. Значна площа поселення, розташування в центрі чепецьких земель, двочастинна структура, потужна система укріплень, високорозвинені ковальські, ювелірні, кісткорізні ремесла, знахідки серій імпортних виробів з Близького Сходу, Волзької Булгарії, Київської Русі та Скандинавії, а також особливе положення Ідни серед богатирів удмуртського епосу, який прагнув до положення князя (ексей), — ці факти дозволяють стверджувати, що Іднакар був військово-оборонним, торговольно-ремісничим та громадсько-адміністративним центром північних удмуртів.